# ال بلین هموند
لوید بلین هموند جونیور (به انگلیسی: Lloyd Blaine Hammond, Jr.) فضانورد اهل کشور ایالات متحده آمریکا است که در ۱۶ ژانویهٔ ۱۹۵۲ میلادی در ساوانا، جورجیا زاده شد. وی در مأموریت اس‌تی‌اس-۳۹، اس‌تی‌اس-۶۴ حضور داشته است.